# Caso respectivo
El caso respectivo (llamado así por Anthony Appleyard) es un caso de sustantivos creado por JRR Tolkien en su lengua construida Quenya (una de las dos lenguas élficas que aparecen en El Señor de los Anillos y El Silmarillion ); El propio Tolkien nunca mencionó el caso (al menos no en ninguno de sus escritos publicados). Dado que la función exacta de este caso de sustantivos no está clara, un término más neutral para él es el "caso s", ya que se forma agregando un sufijo -s al sustantivo que modifica. No está claro si este caso se usa con preposiciones , transitivas o verbos intransitivos , o si tiene un uso más general. A partir de algunos ejemplos, Helge Fauskanger ha inferido la posibilidad de que se utilice como una especie de locativo (p. ej.: i coa i taures / i coa i tauressë la casa en el bosque).
Otro posible uso es traducir expresiones con la preposición “acerca de”. Por ejemplo, al traducir “Me habló de la invasión”, la palabra quenya para “invasión” podría aparecer en el caso/s respectivo. La aparente ausencia de cualquier otro caso utilizado para traducir esta preposición apoya esta conjetura. Ales Bican ha escrito un artículo explorando estas y otras posibles funciones para el caso respectivo de Tolkien.